# Federació Luterana Mundial
La Federació Luterana Mundial (FLM) és una comunió mundial d'esglésies nacionals i regionals luteranes amb seu al Centre Ecumènic de Ginebra, Suïssa. La federació va ser fundada a la ciutat sueca de Lund arran de la Segona Guerra Mundial l'any 1947 per coordinar les activitats de les moltes i diferents esglésies luteranes. Des de 1984, les esglésies membres estan en confraternitat de púlpit i altar, amb la doctrina comuna com a base de l'activitat i missió dels membres.
La FLM té ara 145 cossos eclesiàstics membres en 79 països que representen 70.300.000 de 73,9 milions de luterans al món No obstant això, alguns luterans discrepen amb la forma en què la Federació Luterana Mundial arriba a aquests números, perquè milions d'ells són en realitat no-luterans dins dels cossos que són majoritàriament reformats, però inclouen alguns luterans com a part de l'absorció d'un cos de l'església luterana més petit en un cos més gran protestant. Aquests grans cossos protestants pertanyen a la FLM sobre la base d'un component luterà en lloc de sobre la base de ser un cos de l'església luterana. La FLM actua en nom de les seves esglésies membre en esferes d'interès comú com ara les relacions ecumèniques i interreligioses, la teologia, l'assistència humanitària, els drets humans, la comunicació, i els diversos aspectes de la missió i el treball de desenvolupament.
El Departament de Servei Mundial és el braç humanitari de la FLM. Es compta amb programes en 35 països. La FLM és membre de l'ACT Alliance.
El 31 d'octubre de 1999, a Augsburg, la Federació Luterana Mundial van signar la Declaració Conjunta sobre la Doctrina de la Justificació amb l'Església Catòlica Romana. La declaració és un intent per reduir la bretxa teològica entre les dues religions. La Declaració també estableix que les condemnes mútues entre els luterans del segle xvi i l'Església Catòlica Romana ja no s'apliquen.

## Càrrecs importants dins de la Federació
- Bisbe Dr Munib Younan, president
- Rev Martin Junge, secretari general

### President
El president és el representant de la Federació oficial cap i portaveu. Ell / ella presideix les reunions de l'Assemblea, del Consell i de reunions de la Mesa, i supervisa la vida i el treball de la Federació en consulta amb la Direcció General.

### Secretari General
La Federació Luterana Mundial Consell elegeix el secretari general, que és designat per un període de set anys. La persona designada és re-elegible per al càrrec. El secretari general condueix els negocis de la Federació assistit per un Gabinet, compost per departament i caps d'unitat designats pel Consell, i executa les decisions de l'Assemblea i el Consell.

## Esglésies membres
Les Esglésies de la FLM s'agrupen en les regions i subregions, que també poden aplegar les esglésies que no són membres de la FLM.

### Comunió luterana africana
Es va formar el 1955 i es compon de tres sub-regions. El 2005, es va formar un Consell Luterà d'Àfrica.

#### Comunió luterana a l'Àfrica occidental i Àfrica central
Angola
1. Església evangèlica luterana d'Angola

 Camerun
1. Església fraternal luterana del Camerun
2. Església evangèlica luterana del Camerun

 República Centreafricana
1. Església evangèlica luterana de la República Centreafricana

 Txad
1. Església fraternal luterana del Txad

 Rep. del Congo
1. Església evangèlica luterana del Congo

 Ghana
1. Església evangèlica luterana de Ghana

 Libèria
1. Església luterana a Libèria

 Nigèria
1. Església del Crist luterà a Nigèria
2. Església luterana de Nigèria

 Senegal
1. Església luterana del Senegal

 Sierra Leone
1. Església evangèlica luterana a Sierra Leone

 Zàmbia
1. Església evangèlica luterana a Zàmbia

#### Comunió luterana a l'Àfrica Central i Àfrica de l'Est
R.D. del Congo
1. Església evangèlica luterana al Congo

 Eritrea
1. Església evangèlica d'Eritrea

 Etiòpia
1. Església evangèlica Etíop Mekane Yesus

 Kenya
1. Església evangèlica luterana a Kenya
2. Església evangèlica luterana Kenyana

 Madagascar
1. Església luterana Malgaix

 Ruanda
1. Església luterana de Ruanda

 Tanzània
1. Església evangèlica luterana a Tanzània

#### Comunió luterana a l'Àfrica Austral
Sud-àfrica : 
1. Església evangèlica luterana a l'Àfrica Austral
2. Església luterana evangèlica a l'Àfrica Austral (Església del Cap)
3. Església evangèlica luterana a l'Àfrica Austral (N-T)
4. Església morava a Sud-àfrica

 Botswana
1. Església evangèlica luterana a Botswana

 Moçambic
1. Església evangèlica luterana a Moçambic

 Namíbia
1. Església evangèlica luterana a la República de Namíbia
2. Església evangèlica luterana a Namíbia
3. Església luterana evangèlica a Namíbia

 Zimbàbue
1. Església evangèlica luterana a Zimbabwe

### Comunió luterana d'Àsia

#### Comunió luterana del Nord-est Asiàtic
Hong Kong
1. Església luterana de Hong Kong i Macau
2. Sínode de Hong Kong de l'Església renana xinesa
3. Església evangèlica luterana de Hong Kong
4. Missió Tsung Tsin de Hong Kong

 Japó
1. Església evangèlica luterana del Japó
2. Església evangèlica luterana Kinki
3. Església luterana del Japó (Membre associat)

 Corea del Sud
1. Església luterana de Corea

 Xina Taipei
1. Església luterana taiwanesa
2. Església luterana de Taiwan (República de la Xina)

#### Comunió luterana de l'Oest i Sud d'Àsia
Bangladesh
1. Església luterana de Bangladesh
2. Església evangèlica luterana de Bangladesh del Nord

 Índia
1. Església evangèlica luterana d'Andhra
2. Església evangèlica luterana a Madhyapradesh
3. Església evangèlica luterana als Estats de l'Himàlaia
4. Església evangèlica luterana Gossner a Chotanagpur i Assam
5. Església evangèlica luterana Índia
6. Església evangèlica luterana Jaypouri
7. Església evangèlica luterana del Nord
8. Església luterana d'Andhra del Sud
9. Església luterana Arcot
10. Església evangèlica luterana tàmil

 Jordània i  Israel
1. Església evangèlica luterana a Jordània i Terra Santa

 Myanmar
1. Església luterana evangèlica de Myanmar - Església luterana de Betlem

 Sri Lanka
1. Església luterana de Sri Lanka

#### Comunitat Luterana del Sud-est asiàtic
Austràlia
1. Església luterana d'Austràlia, Lutheran Church of Australia (església associada)

 Indonèsia
1. Església cristiana protestant Simalungun, Gereja Kristen Protestan Simalungun
2. Església de la comunitat cristiana Batak, Gereja Punguan Kristen Batak
3. Església cristiana protestant d'Indonèsia, Gereja Kristen Protestan Indonesia
4. Església cristiana protestant d'Angkola, Gereja Kristen Protestan Angkola
5. Església cristiana protestant Batak, Huria Kristen Batak Protestan
6. Església cristiana d'Indonèsia, Huria Kristen Indonesia
7. Església cristiana luterana d'Indonèsia, Gereja Kristen Luther Indonesia
8. Església cristiana protestant de Mentawai, Gereja Kristen Protestan di Mentawai
9. Església protestant unida (Indonèsia), Gereja Protestan Persekutuan
10. Església cristiana protestant Pakpak Dairi, Gereja Kristen Protestan Pakpak Dairi
11. Església cristiana protestant (Indonèsia), Banua Niha Keriso Protestan
12. Comunió cristiana de l'Església indonèsia de Nias (Gereja AMIN), Gereja Angowuloa Masehi Indonesia Nias (Gereja AMIN)

 Malàisia
1. Església evangèlica luterana de Malàisia, Gereja Evangelical Lutheran di Malaysia
2. Església cristina basilea de Malàisia, Gereja Basel Malaysia
3. Església luterana de Malàisia i Singapur, Gereja Lutheran di Malaysia dan Singapura
4. Església protestant del Sabah

 Papua Nova Guinea
1. Església evangèlica luterana de Papua Nova Guinea
2. Església luterana Gutnius - Papua Nova Guinea

 Filipines
1. Església luterana de les Filipines

 Singapur
1. Església luterana de Singapur

 Tailàndia
1. Església evangèlica luterana de Tailàndia

### Amèrica del Nord
Canadà
1. Església evangèlica luterana al Canadà, Evangelical Lutheran Church in Canada (anglès) / Église évangélique luthérienne au Canada (francès)
2. Església evangèlica luterana d'Estònia a l'exterior, Estonian Evangelical Lutheran Church Abroad

 Estats Units
1. Església evangèlica luterana a Amèrica, Evangelical Lutheran Church in America

### Amèrica llatina i Carib
Argentina
1. Església evangèlica luterana unida (Argentina), Iglesia Evangélica Luterana Unida
2. Església evangélica del Río de la Plata, Iglesia Evangélica del Río de la Plata

 Bolívia
1. Església evangèlica luterana boliviana, Iglesia Evangélica Luterana Boliviana

 Brasil
1. Església evangèlica de la confessió luterana al Brasil, Igreja Evangélica de Confissão Luterana no Brasil

 Xile
1. Església evangèlica luterana a Xile, Iglesia Evangélica Luterana en Chile
2. Església luterana de Xile, Iglesia Luterana en Chile

 Colòmbia
1. Comunitat evangèlica de llengua alemanya Saint-Matthäus (Colòmbia), Evangelische Gemeinde deutscher Sprache St. Matthäus;
2. Església evangèlica luterana de Colòmbia, Iglesia Evangélica Luterana de Colombia;
3. Congregació Sant Martí (Colòmbia), Congregación San Martin

 Costa Rica
1. Església luterana de Costa Rica, Iglesia Luterana Costarricense

 Guyana
1. Església evangèlica luterana a la Guyana, Evangelical Lutheran Church In Guyana

 Hondures
1. Església cristiana luterana d'Hondures, Iglesia Cristiana Luterana de Honduras

 Mèxic
1. Església luterana mexicana, Iglesia Luterana Mexicana

 Nicaragua
1. Església luterana de Nicaragua "Fe i esperança", Iglesia Luterana de Nicaragua "Fe y Esperanza"

 Perú
1. Església luterana evangèlica peruana, Iglesia Luterana Evangélica Peruana

 El Salvador
1. Església luterana salvadorenca, Iglesia Luterana Salvadoreña

 Surinam
1. Església evangèlica luterana al Surinam, Evangelisch Lutherse Kerk in Suriname

 Veneçuela
1. Església evangèlica luterana a Veneçuela, Iglesia Evangélica Luterana en Venezuela

### Europa

#### Països nòrdics
Dinamarca
1. Església de Dinamarca, Den evangelisk-lutherske Folkekirke i Danmark / Folkekirken

 Finlàndia
1. Església evangèlica luterana de Finlàndia, Suomen evankelis-luterilainen kirkko (finès) / Evangelisk-lutherska kyrkan i Finland (suec)
2. Església lliure de Finlàndia, Suomen Vapaakirkko

 Islàndia
1. Església d'Islàndia Hin evangeliska lúterska kirkja / Þjóðkirkjan

 Noruega
1. Església de Noruega, Den norske kirke (bokmål) / Den norske kyrkja (nynorsk)
2. Església evangèlica lliure de Noruega, Evangelisk Lutherske Frikirke - Frikirken (bokmål) / Evangelisk-lutherske Frikyrkja - Frikyrkja (nynorsk)

 Suècia
1. Església de Suècia, Svenska Kyrkan

#### Europa oriental
Belarús
1. Església evangèlica Luterana a Rússia, Ucraïna, Kazakhstan i Àsia Central, Евангелическо-лютеранская церковь в России, Украине, в Казахстане и Средней Азии (rus)

 Croàcia
1. Església evangèlica de la República de Croàcia, Evangelicka Crkva u Republici Hrvatskoj

 Eslovàquia
1. Església evangèlica de la confessió d'Augsburg a Eslovàquia, Evanjelicka cirkev Augsburskeho vyznania na Slovensku

 Eslovènia
1. Església evangèlica de la confessió d'Augsburg a Eslovènia, Evangeličanska cerkev augsburške veroizpovedi v Sloveniji

 Estònia
1. Església evangèlica luterana estoniana, Eesti Evangeelne Luterlik Kirik

 Hongria
1. Església evangèlica d'Hongria, Magyarországi Evangélikus Egyház

 Letònia
1. Església evangèlica luterana de Letònia, Latvijas Evangeliski Luteriska Baznica

 Lituània
1. Església evangèlica luterana de Lituània, Lietuvos Evangelikų Liuteronų Bažnyčia

 Polònia
1. Església evangèlica de la confessió d'Augsburg a Polònia, Kościół Ewangelicko-Augsburski w Rzeczypospolitej Polskiej

 Romania
1. Església evangèlica de la confessió d'August a Romania, Biserica Evanghelica C.A. din Romania
2. Església evangèlica luterana a Romania, Biserica Evanghelica-Lutherana din România

 Rússia
1. Església evangèlica luterana a Rússia, Ucraïna, Kazakhstan i Àsia Central
2. Església evangèlica luterana d'Íngria, Евангелическо-лютеранская церковь (rus)

 Sèrbia
1. Església evangèlica eslovaca de la confessió d'Augsburg a Sèrbia, Slovenská evanjelická augsburského vyznania cirkev v Srbsku (eslovac)

 Txèquia
1. Església evangèlica silèsia de la confessió d'Augsburg, Slezská církev evangelická augsburského vyznání
2. Església evangèlica dels germans txecs, Ceskobratrská Církev Evangelická

 Ucraïna
1. Església evangèlica luterana a Rússia, Ucraïna, Kazakhstan i Àsia Central

#### Europa Occidental
Alemanya
1. Església evangèlica a Alemanya Central, Evangelische Kirche in Mitteldeutschland
2. Església evangèlica luterana al nord d'Alemanya, Evangelisch-Lutherische Kirche in Norddeutschland
3. Església evangèlica luterana a Baden, Evangelisch-Lutherische Kirche in Baden
4. Església evangèlica luterana a Baviera, Evangelisch-Lutherische Kirche in Bayern
5. Església regional evangèlica luterana a Brunsvic, Evangelisch-Lutherische Landeskirche in Braunschweig
6. Església regional evangèlica luterana de Hanover, Evangelisch-Lutherische Landeskirche Hannovers
7. Església evangèlica luterana de Letònia a l'exterior (Alemanya), Latvijas Evangeliski Luteriska Baznica àrpus Latvijas
8. Església regional de Lippe (secció luterana), Lippische Landeskirche (Lutherische Klasse)
9. Església evangèlica luterana a Oldenburg, Evangelisch-Lutherische Kirche in Oldenburg
10. Església regional evangèlica luterana de Saxònia, Evangelisch-Lutherische Landeskirche Sachsens,
11. Església regional evangèlica luterana de Schaumburg-Lippe, Evangelisch-Lutherische Landeskirche Schaumburg-Lippe
12. Església regional evangèlica a Württemberg Evangelische Landeskirche in Württemberg

 Àustria
1. Església Evangèlica de la confessió d'Augsburg a Àustria, Evangelische Kirche Augsburgischen Bekenntnisses in Österreich

 França
1. Església protestant de la confessió d'Augsburg d'Alsàcia i Lorena, Église protestante de la Confession d'Augsbourg d'Alsace et de Lorraine
2. Església evangèlica luterana de França Église évangélique luthérienne de France
3. Església protestant malgaix a França, Église protestante malgache en France

 Itàlia
1. Església evangèlica luterana a Itàlia, Chiesa Evangelica Luterana in Italia

 Països Baixos
1. Església protestant als Països Baixos, Protestantse Kerk in Nederland

 Regne Unit
1. Església luterana a Gran Bretanya, Lutheran Church in Great Britain

 Suïssa i  Liechtenstein
1. Federació d'esglésies evangèliques luteranes a Suïssa i al principat de Liechtenstein, Bund Evangelisch-Lutherischer Kirchen in der Schweiz und im Fürstentum Liechtenstein (alemany) / Fédération des eglises évangéliques luthériennes en Suisse et dans la principauté du Liechtenstein (francès)